# Disophrys sculpturalis
Disophrys sculpturalis är en stekelart som först beskrevs av Smith 1858.  Disophrys sculpturalis ingår i släktet Disophrys och familjen bracksteklar. Inga underarter finns listade i Catalogue of Life.